# Стрелковая цепь

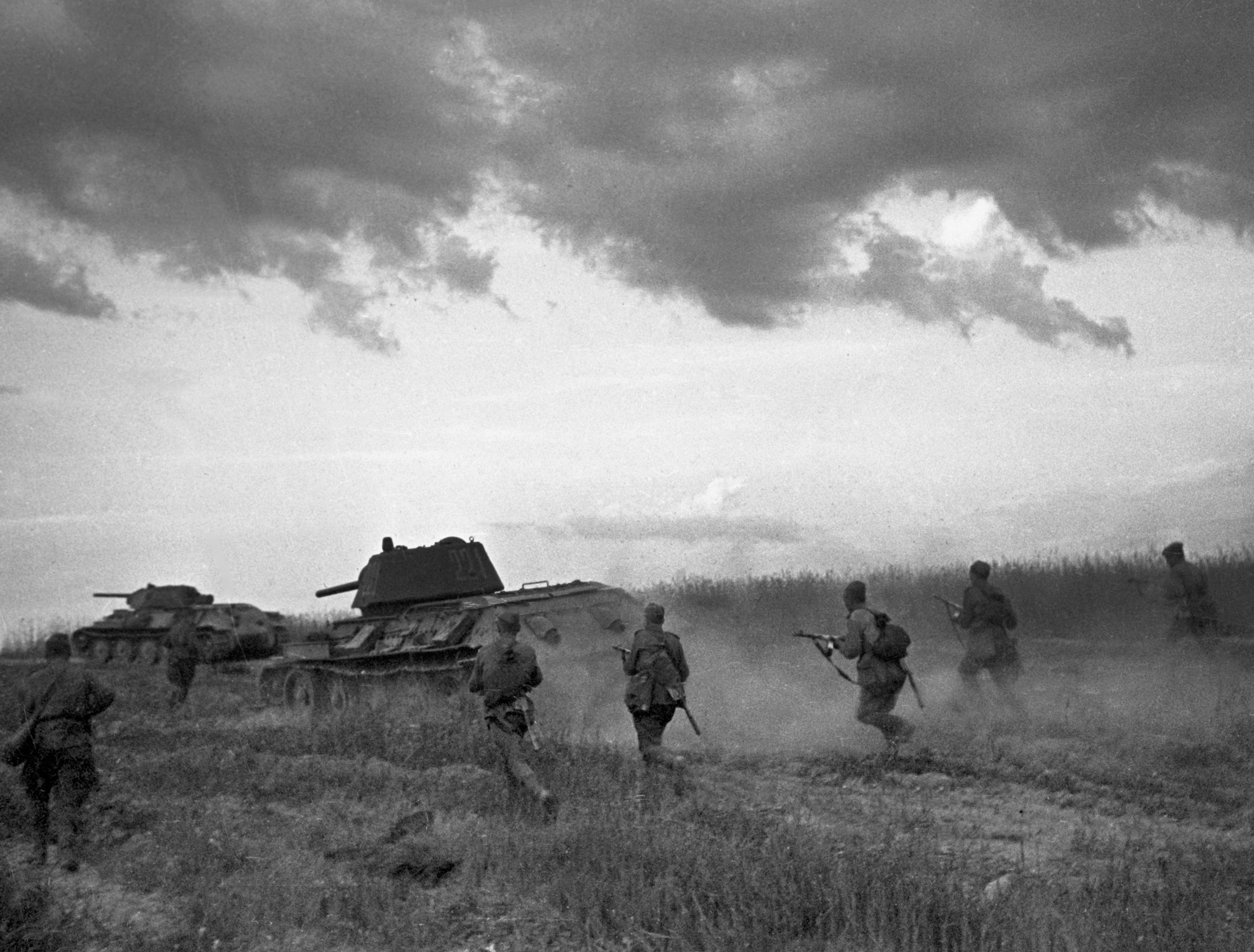
Стрелковая цепь красноармейцев атакует при поддержке танков Т-34 под Брянском, Великая Отечественная война, 1943 год

Стрелковая цепь — боевое построение стрелковых (пехотных) или спешенных мотострелковых (мотопехотных) подразделений, которое нашло широкое применение при современной организации наступательно-штурмовых действий.
В таком боевом порядке военнослужащие отделения, взвода или роты располагаются в линию по фронту с интервалами от 6 до 8 метров (8 — 12 шагов). К достоинствам стрелковой цепи относят:
- возможность каждого солдата самостоятельно применяться к своему участку местности,
- хорошие условия для создания высокой плотности огня,
- сведение к минимуму вероятности поражения атакующих стрелков ответным огнём противника.

## История
Стрелковая цепь возникла в результате эволюционного развития тактики рассыпного строя с колоннами под влиянием широкого распространения скорострельного нарезного оружия (магазинных винтовок) и, вследствие этого — качественного скачка в росте огневой мощи стрелковых частей. Сохранились сведения, что в русской армии стрелковые формации в виде цепей находили применение при завязке боевого столкновения начиная со времён Крымской войны 1853—1856 годов; в дальнейшем, использование стрелковых цепей было зафиксировано во время франко-прусской войны 1870—71 годов и русско-турецкой войны 1877—1878 годов. Как основная наступательная форма пехотного боевого порядка она окончательно утвердилась в конце XIX — начале XX века оказав влияние на все тактические аспекты боевого столкновения.
Во время Первой мировой войны утвердилась практика организации атаки «волнами» стрелковых цепей, которые составляли всю глубину полкового боевого порядка. Возникновение такого элемента фортификации как траншея также связывают с действиями пехотных подразделений в виде стрелковых цепей, которым была необходима укреплённая позиция, в наибольшей степени отвечающая условиям ведения огня.
Интересно отметить, что изначально интервалы между военнослужащими в стрелковой цепи были не очень большими, однако с появлением на поле боя пулемётов и многозарядных винтовок эти промежутки увеличились. Если в начале Первой мировой войны солдаты шли в атаку на расстоянии не более 2-х шагов друг от друга, то в дальнейшем эта дистанция возросла до 4 — 6 шагов. В годы второй мировой войны она уже составляла 6 — 8 шагов (4 — 6 метров).
Насыщение боевых частей ружейными гранатомётами и возрастание плотности артиллерийского огня привело к появлению группового боевого порядка, когда стрелковые цепи стали распадаться на небольшие группы военнослужащих, которые в наступательных действиях поддерживались огнём артиллерии сопровождения, танков, пулемётов, гранатомётов и т. п. В современных реалиях отмечается, что склонность к групповой тактике ослабляет пехотное построение, так как в таком случае стрелковая цепь переключается с задач уничтожения противника на защиту от вражеской пехоты своих БМП.